# Adrian Frańczak
Adrian Frańczak (ur. 17 listopada 1987 w Ostrowcu Św.) – polski piłkarz grający na pozycji pomocnika.
Adrian Frańczak jest wychowankiem KSZO Ostrowiec Św. W 2006 roku został włączony do dorosłej kadry tej drużyny. Jego dobra gra została doceniona przez przedstawicieli klubów Ekstraklasy, co znalazło odzwierciedlenie w zaproszeniach na testy do Legii Warszawa, Widzewa Łódź i Cracovii. W sezonie 2008/09 został wybrany przez kibiców najlepszym graczem ostrowieckiego zespołu w tych rozgrywkach, w sondzie przeprowadzonej przez oficjalny serwis klubu KSZO Ostrowiec Św.. W kwietniu 2010 roku podczas meczu z Motorem Lublin złamał kość śródstopia, przez co pauzował przez cztery miesiące. W marcu 2011 roku jego kontrakt z ostrowieckim klubem został rozwiązany przez PZPN. Następnie podpisał umowę z drugoligową Olimpią Grudziądz.
Adrian Frańczak ma za sobą występy w młodzieżowych reprezentacjach Polski. Grał w zespołach do lat 20 i do lat 21.

## Życie prywatne
Adrian Frańczak urodził się 17 listopada 1987 roku w Ostrowcu Świętokrzyskim. Pochodzi z Sudołu. Ma żonę Katarzynę oraz syna Marcela. Jego młodszy brat gra w juniorskim zespole KSZO. Piłkarskimi idolami Frańczaka są Lionel Messi oraz Cristiano Ronaldo.

## Kariera klubowa

### KSZO Ostrowiec Św.

#### Początki
Adrian Frańczak zaczął grać w piłkę nożną w trzeciej klasie gimnazjum. Występował wówczas w turniejach organizowanych w Sudole – miejscowości, w której mieszkał. Na treningi do KSZO Ostrowiec Św. zaczął chodzić kilka miesięcy później, dzięki koledze, który także nazywał się Frańczak. Chłopcy nie byli jednak rodziną. W listopadzie 2004 roku Frańczak, grając w drużynie juniorów starszych został wicemistrzem województwa świętokrzyskiego. Latem 2005 roku rozpoczął treningi z dorosłą drużyną, jednak szybko został przesunięty do nowo utworzonych rezerw ostrowieckiego zespołu. Zadebiutował w nich 17 sierpnia, kiedy to wystąpił w wygranym 6:0 sparingowym meczu ze Świtem Ćmielów. Pierwszego gola strzelił jedenaście dni później w pojedynku z Huraganem Wilczyce. Rezerwy KSZO, zakończyły sezon 2005/06 na pierwszym miejscu w tabeli, a Frańczak był jednym z najlepszych graczy drużyny. W rozgrywkach Pucharu Polski na szczeblu wojewódzkim poniosły porażkę dopiero w finale, minimalnie przegrywając walkę o główne trofeum z Ponidziem Nidą Pińczów.

#### Lata 2006–2009
Przed sezonem 2006/07 Frańczak został włączony do pierwszego zespołu ostrowieckiej drużyny. Zadebiutował w nim 5 lipca 2006 roku w wygranym 2:1 sparingowym meczu z Pogonią Szczecin, kiedy to na boisku pojawił się w drugiej połowie. Pierwsze spotkanie w wyjściowym składzie Frańczak rozegrał miesiąc później – 30 sierpnia – w zremisowanym bezbramkowo pojedynku z Kmitą Zabierzów. Pierwszego gola strzelił 18 kwietnia 2007 roku w ligowym meczu z Ruchem Chorzów. Frańczak w 19. minucie pokonał Roberta Mioduszewskiego i wyprowadził swój zespół na prowadzenie. Rywale wyrównali w drugiej połowie, a pod koniec spotkania Piotr Ćwielong zapewnił Ruchowi zwycięstwo 2:1. Łącznie w pierwszym sezonie gry w barwach KSZO, Frańczak rozegrał 23 spotkania, a jego drużyna zajęła jedenaste miejsce w ligowej tabeli. W związku z ujawnioną aferą korupcyjną w ostrowieckim klubie, zespół prowadzony wówczas przez Wojciecha Boreckiego został zdegradowany z drugiej do trzeciej ligi.
Sezon 2007/08 Frańczak rozpoczął jako podstawowy zawodnik swojego klubu. 29 września 2007 roku strzelił dwa gole w meczu przeciwko Ładzie Biłgoraj, czym zapewnił swojej drużynie zwycięstwo 4:1. Po zakończeniu rundy jesiennej wyjechał na testy do Legii Warszawa. Tam rozegrał dwa spotkania w Młodej Ekstraklasie (z Polonią Bytom i Cracovią). Ostatecznie jednak kluby nie porozumiały się co do zasad przejścia piłkarza do Legii i zawodnik zimą powrócił do Ostrowca. Kilkanaście dni później piłkarz pojechał na testy do Widzewa Łódź, z których wrócił dwa dni później. W sezonie 2007/08 rozegrał łącznie w ostrowieckiej drużynie 28 meczów (wszystkie w podstawowej jedenastce) i strzelił w nich 4 gole. Po zakończeniu rundy wiosennej Frańczak po raz kolejny wyjechał do Warszawy na testy w tamtejszej Legii. Zawodnik miał wówczas zapalenie płuc, przez co nie zaprezentował się dobrze. Ostatecznie stołeczna drużyna nie podpisała z nim kontraktu.
Sezon 2008/09 Frańczak także rozpoczął jako podstawowy zawodnik swojego zespołu. Jego dobra postawa w rundzie jesiennej spowodowała, że zwrócił on na siebie uwagę Cracovii. W listopadzie pojechał wraz z dwoma innymi piłkarzami KSZO na testy do Krakowa. W ich ramach wystąpił w meczu Młodej Ekstraklasy z Arką Gdynia. Zainteresowanie pozyskaniem pomocnika wykazały także Lechia Gdańsk i Górnik Łęczna. Ostatecznie jednak pozostał w Ostrowcu. 2 maja 2009 roku w ligowym meczu z Wigrami Suwałki w 65. minucie spotkania zderzył się głową z jednym z zawodników gości i doznał groźnie wyglądającego urazu. Piłkarza odwieziono do szpitala, gdzie założono mu osiem szwów. Do gry powrócił dwanaście dni później, kiedy to wystąpił przez ostatnie 20. minut w ligowym spotkaniu z ŁKS-em Łomża. Łącznie w sezonie 2008/09 Frańczak wystąpił w 32 meczach (28 w podstawowej jedenastce) i strzelił w nich 7 goli. Jego drużyna zajęła pierwsze miejsce w lidze i awansowała do I ligi. Został również wybrany przez kibiców najlepszym piłkarzem sezonu, w sondzie przeprowadzonej przez oficjalny serwis klubu KSZO Ostrowiec Świętokrzyski. 7 lipca 2009 roku przedłużył kontrakt ze swoim klubem o dwa lata.

#### Lata 2009–2011
Przed sezonem 2009/10 stanowisko trenera KSZO Ostrowiec Św. objął Robert Kasperczyk. Z klubem podpisało kontrakt kilku doświadczonych pomocników, którzy mieli już za sobą występy w polskiej Ekstraklasie (Adrian Sobczyński, Jarosław Wieczorek i Jakub Cieciura). Spowodowało to większą rywalizację w linii środkowej zespołu. Frańczak pierwsze oficjalne spotkanie w nowym sezonie rozegrał 29 lipca, kiedy to wystąpił przez pełne 90. minut w meczu rundy przedwstępnej Pucharu Polski z Ruchem Radzionków. KSZO przegrał 0:1 i pożegnał się z rozgrywkami. Pięć dni później ostrowiecka ekipa pojechała do Zabrza na pierwszy mecz w rozgrywkach I ligi z tamtejszym Górnikiem. Frańczak rozpoczął spotkanie na ławce rezerwowych, a na boisku pojawił się w 59. minucie. Mecz zakończył się zwycięstwem gospodarzy 3:1. Później po raz kolejny wywalczył sobie miejsce w podstawowym składzie, choć jego gra nie była już tak dobra jak w sezonie 2008/2009 – brakowało mu szybkości, efektywnego dryblingu, zaś rywale w łatwy sposób potrafili zatrzymać jego akcje. W ostatnim jesiennym spotkaniu rozegranym 11 listopada przeciwko Górnikowi Łęczna, Frańczak po raz setny wystąpił w barwach KSZO. W inauguracyjnym pojedynku rundy wiosennej ze Stalą Stalowa Wola był aktywny, dynamiczny, zostawiał w tyle przeciwników. Zaliczył asystę przy bramce Krystiana Kanarskiego pod koniec pierwszej połowy, a w 75. minucie dobił strzał Adama Cieślińskiego i ustalił wynik na 2:0. Pod koniec kwietnia 2010 w meczu z Motorem Lublin Frańczak, po ostrym wejściu Rafała Króla, opuścił boisko jeszcze w pierwszej połowie. Po zakończeniu spotkania okazało się, że ma złamaną kość śródstopia i nie zagra już do końca sezonu.
Frańczak opuścił początek sezonu 2010/11 ze względu na kontuzję. Treningi z pełnym obciążeniem rozpoczął dopiero w połowie sierpnia, a według przewidywań miał powrócić do gry na początku września. Wystąpił już jednak w sierpniowym meczu z Wartą Poznań, wchodząc na murawę w drugiej połowie za Krystiana Kanarskiego. Z każdym kolejnym spotkaniem powracał do formy dlatego lepsza w jego wykonaniu była końcówka rundy. Jesienią strzelił jednego gola dla swojego klubu – w wygranym 2:0 spotkaniu z Niecieczą płaskim strzałem zza pola karnego ustalił wynik pojedynku. Wraz z KSZO uczestniczył także w rozgrywkach pucharu Polski, gdzie ostrowiecka drużyna odpadła po dogrywce w meczu z Polonią Warszawa, w którym Frańczak zagrał całe 120. minut.
Pod koniec lutego 2011 roku Frańczak złożył do Polskiego Związku Piłki Nożnej pismo o rozwiązanie kontraktu z winy klubu. Następnie został odsunięty od pierwszego zespołu, nie pojechał na mecz sparingowy z Widzewem Łódź. Później trenował z drużyną rezerw dla której w spotkaniu kontrolnym przeciwko Opolaninowi Opole Lubelskie strzelił gola. 2 marca PZPN rozwiązał kontrakt Frańczaka z winy ostrowieckiego klubu.

### Olimpia Grudziądz
3 marca 2011 roku Frańczak podpisał kontrakt z drugoligową Olimpią Grudziądz. W nowym zespole zadebiutował 19 marca w wygranym 2:3 meczu z Bałtykiem Gdynia. Szybko wywalczył miejsce w podstawowym składzie grudziądzkiej drużyny. W rundzie wiosennej sezonu 2010/2011 strzelił dwa gole – zdobył bramki w spotkaniach z Nielbą Wągrowiec i Polonią Nowy Tomyśl. Wraz z Olimpią wywalczył awans do I ligi. W rundzie jesiennej rozgrywek 2011/2012 regularnie występował w pierwszym zespole. Strzelił także gole w pojedynkach z Wartą Poznań i Piastem Gliwice, przyczyniając się do zwycięstw swojego zespołu.

## Kariera reprezentacyjna
Adrian Frańczak po debiucie w barwach KSZO Ostrowiec Św. w 2006 roku został powołany przez Michała Globisza do kadry U-20 na dwumecz z Portugalią. W pierwszym spotkaniu nie wystąpił. Drugi pojedynek rozpoczął w pierwszym składzie. Piłkarz miał szansę na wyjazd na Mistrzostwa Świata U-20 rozegrane w Kanadzie, jednak ostatecznie nie dostał powołania.
W maju 2008 roku Frańczak został powołany do kadry U-21. Zadebiutował w niej w towarzyskim spotkaniu z Białorusią zakończonym remisem 2:2. 19 sierpnia wystąpił w przegranym meczu eliminacji Mistrzostw Europy U-21 z Kazachstanem.

## Statystyki kariery
(Stan na 4 grudnia 2011)
| Klub                  | Sezon              | Rozgrywki ligowe | Rozgrywki ligowe | Puchar Polski | Puchar Polski | Łącznie | Łącznie |
| Klub                  | Sezon              | Występy          | Bramki           | Występy       | Bramki        | Występy | Bramki  |
| --------------------- | ------------------ | ---------------- | ---------------- | ------------- | ------------- | ------- | ------- |
| KSZO II Ostrowiec Św. | 2005/2006          | 21               | 14               | 8             | 4             | 29      | 18      |
| KSZO II Ostrowiec Św. | Łącznie            | 21               | 14               | 8             | 4             | 29      | 18      |
| KSZO Ostrowiec Św.    | 2006/2007          | 23               | 1                | 0             | 0             | 23      | 1       |
| KSZO Ostrowiec Św.    | 2007/2008          | 28               | 4                | 0             | 0             | 28      | 4       |
| KSZO Ostrowiec Św.    | 2008/2009          | 31               | 7                | 1             | 0             | 32      | 7       |
| KSZO Ostrowiec Św.    | 2009/2010          | 23               | 1                | 1             | 0             | 24      | 1       |
| KSZO Ostrowiec Św.    | 2010/2011 (j)      | 12               | 1                | 2             | 0             | 14      | 1       |
| KSZO Ostrowiec Św.    | Łącznie            | 117              | 14               | 4             | 0             | 121     | 14      |
| Olimpia Grudziądz     | 2010/2011 (w)      | 16               | 2                | 0             | 0             | 16      | 2       |
| Olimpia Grudziądz     | 2011/2012          | 19               | 2                | 1             | 0             | 20      | 2       |
| Olimpia Grudziądz     | Łącznie            | 35               | 4                | 1             | 0             | 36      | 4       |
| Łącznie w karierze    | Łącznie w karierze | 173              | 32               | 13            | 4             | 186     | 36      |